# 王雪晶
王雪晶（英語：Crystal Ong，1986年5月19日—），馬來西亞藝人，女子组合四个女生成員之一。
童星时代，王雪晶就以精致可爱的洋娃娃造型获得了大众的青睐，作为大马风头最劲的童星。1994年，小小年纪的她就出版了首张唱片专辑，9岁时当选马来西亚十佳歌手奖和最佳童星奖，曾连续获得两届南洋十大最佳童星奖，是大马地区第一个冲出海外的童星。早期曾经与莊群施、邱燕妮(小妮妮)、陳金燕(金燕子)和前任公司雅歌集团群星同发专辑。她在舞台上也是挥洒自如，有大将风度。
2000年就与同年出生的庄群施、邱燕妮(小妮妮)和陈金燕(金燕子)四人由前任公司威扬集团组合成四个女生。从2000年至2005年, 四位的感情渐渐地变成永远有讲不完话的姐妹淘。2005年后，组员陈金燕(金燕子)因要到外地留学而正式退出组合。王雪晶，妮妮和庄群施继续以三人组姿态M-Girls继续发光发热。2010年后，M-Girls与公司的合约结束，公司决定以王雪晶,邱燕妮（妮妮）和，鍾盛忠组合成三大皇牌，并且发了两张专辑。2013年，四个女生M-Girls其成员王雪晶、邱燕妮（阿妮)、庄群施找回旧搭档燕子复合成组合，再次团聚。
王雪晶也曾经在许多综艺节目和娱乐性节目主持；也在演艺方面拍过许多电视剧和电影。2017年开始往中国发展。

## 個人介紹

### 經歷
1994年，大家都知道小小年紀的她就出版了首張唱片专辑《茶葉青》當時的她就以精緻可愛的洋娃娃造型獲得了大眾的青睞，作為大馬風頭最勁的童星。9岁时当选马来西亚十佳歌手奖和最佳童星奖，曾连续获得两届南洋十大最佳童星奖，是大马地区第一个冲出海外的童星。王雪晶由於人氣相當高，因此每張專輯售量都很好。早期曾經與莊群施、小妮妮、燕子合發不同種類的專輯，包括了《雙星報喜I,II》《雙星報雙喜》《福建歌曲對對唱》《天王攜手來拜年》等。王雪晶在舞台上已經是揮灑自如，有大將風度。1997年後，王雪晶更是變成美少女、更發了代表作《青蘋果I, II》《粉紅世界》等。2000年就与同年出生的庄群施、小妮妮和金燕子四人由前任公司威揚集團組合成四个女生。從2000年至2005年, 四位的感情漸漸地變成永遠有講不完話的姐妹淘、當時的他們除了被稱為賀歲專輯皇牌之外、也發了流行音樂《笨金魚》《耍花樣》等，引起大眾的青睞。2005年後，組員金燕子因要到外地留學而正式退出組合；王雪晶，妮妮和莊群施繼續以三人組姿態以M-Girls繼續發光發熱，發了最具代表作《尼羅河》。2005年後，雪晶更是參與各類的賀歲劇《恭喜發財婆婆》《相親相愛慶虎年》、也參與偶像劇《别说爱情苦》。2010年後，M-Girls與公司的合約結束，雪晶曾經而感到非常徬徨無助。之後公司決定以王雪晶和搭檔妮妮及圈內好友鐘盛忠組合成三大皇牌，並且發了兩張專輯。2010年，王雪晶被Astro签约，参与Astro贺岁专辑。2012年，本來從童星姿態到組合姿態的王雪晶被Astro小太陽和Astro歡喜台簽約兩年、其中拍攝了代表戲劇《家緣》、代表主持節目《陽光列車》。2013年，四個女生M-Girls其成員王雪晶、阿妮、莊群施找回舊搭檔燕子复合成組合，再次團聚。2016年，四個女生再次與公司約滿了，但至今依然會有唱片公司願意為隶属于不同唱片公司的她繼續製作流行音樂專輯。

## 圈中好友
莊群施（已故）、阿妮、鐘盛忠、燕子、薇薇、巧千金、四千金、苗苗、葉子誠、黃美詩

## 音乐作品

### 早期專輯
- 兒童/民謠

| 專輯                   | 演唱者                 | 發行日期             |
| 茶叶青                 | 王雪晶                 | 1994                 |
| 鱼儿哪里来             | 王雪晶                 | 1995                 |
| 大家来环保             | 王雪晶                 | 1995                 |
| 花花絮絮               | 王雪晶、庄群施         | 1995                 |
| 彩色精灵 I、II         | 王雪晶                 | 1996                 |
| 孤兒樂園               | 王雪晶                 | 2000                 |
| 飞跃西洋               | 王雪晶、黄可秋         | 1996                 |
| 美少女战士             | 王雪晶                 | 1997                 |
| 青苹果 I、II           | 王雪晶                 | 1998（威扬版为1999） |
| 山歌黄梅调             | 王雪晶、庄群施、金燕子 | 1999                 |
| 粉红世界               | 王雪晶                 | 2000                 |
| 福建经典名曲对对唱     | 王雪晶、小妮妮         | 2000                 |
| 民谣 Folks Song 2 in 1 | 王雪晶、庄群施、金燕子 | 2000                 |

- 賀歲專輯

| 專輯名称         | 演唱者                 | 發行日期 | 曲目 |
| 双星报喜 I       | 王雪晶、庄群施         | 1995     | 曲目 1. 恭喜恭喜 2. 迎春花 3. 财神到 4. 庙宇朝拜 5. 嘻嘻哈哈过新年 6. 祝福你 7. 新年歌儿大家唱 8. 拜年 9. 新年快乐 10. 万年红 11. 新年好 12. 招财进宝 13. 大家恭喜 14. 歌唱新年新气象 |
| 双星报喜 II      | 王雪晶、庄群施         | 1996     | 曲目 1. 数红包 2. 春天来了 3. 发财又兴旺 4. 烧香姻缘 5. 山南山北乐陶陶 6. 添丁又发财 7. 年年吉祥保平安 8. 人人笑颜开 9. 恭喜发财发大财 10. 人逢喜事精神爽 11. 喜临门 12. 新年新禧新气象 13. 唱首新年歌 14. 新年颂 |
| 双星再报喜       | 王雪晶、金燕子         | 1997     | 曲目 1. 金狮拜年 2. 双星报喜到人间 3. 打鼓敲锣又唱歌 4. 祭祖先 5. 欢乐年年庆友谊 6. 大家过肥年 7. 富贵花儿处处开 8. 今年比去年好 9. 红包特别多 10. 句句声声说恭喜（甜甜姐妹） 11. 大地回春 12. 腊月过小年（金燕子） 13. 新年春联 14. 大拜年 |
| 双星报双喜       | 王雪晶、金燕子         | 1998     | 曲目 1. 欢迎新年到 2. 双星报双喜 3. 红包多个不嫌少 4. 万事如意 5. 齐来迎接欢乐年 6. 大年初一头一天 7. 家家有钱 8. 欢乐满人间 9. 五路财神永远跟着你 10. 快乐的新年 11. 恭喜你祝福你 12. 数过了三百六十五 13. 迎春接福 14. 有钱一条龙 |
| 天王童星携手拜年 | 王雪晶、小妮妮         | 1999     | 曲目 1. 正月初一是新年 2. 烧香姻缘 3. 年年发大财 4. 招财进宝 5. 欢乐年年 6. 庙宇朝拜 7. 大年初一头一天 8. 小拜年 9. 年三十晚合家欢 10. 春天带来新希望 11. 向歌友们拜年 12. 新年好 13. 齐唱幸福年 14. 贺新年 15. 拜年 16. 迎接欢乐年 17. 喜气洋洋 18. 春花齐放 |
| 兔气扬眉庆丰年   | 王雪晶、庄群施、金燕子 | 1999     | 曲目 1. 大家见面说恭喜 （大合唱） 2. 敲锣打鼓迎新年（王雪晶、庄群施） 3. 新年庆团圆 （王雪晶、庄群施、金燕子） 4. 好运跟着来 （王雪晶、金燕子） 5. 今年比去年好 （吴依雯、许静宜） 6. 恭贺新禧 （四公主） 7. 龙马精神 （王雪晶） 8. 金狮拜年 （许静宜、沈志翔） 9. 咚咚锵锵接财神 （王雪晶、庄群施） 10. 歌唱幸福年 （三千金） 11. 人逢喜事精神爽 （王雪晶、金燕子） 12. 新年快乐 （王雪晶） 13. 新年来到多热闹 （四公主） 14. 春到人间喜洋洋 （王雪晶） 15. 发财 （郭素妘、格格、陈静宜） 16. 快乐的新年 （许静宜） |
| 三星拱照庆龙年   | 王雪晶、庄群施、金燕子 | 2000     | 曲目 1. 贺新年 2. 开怀喜迎春 3. 嘻嘻哈哈过新年 4. 龙凤呈祥迎新禧 5. 拜年 6. 迎春花 7. 万年红 8. 过新年 （黄德伟客串） 9. 财神到 10. 恭喜恭喜 （林佩丝客串） 11. 喜气洋洋 12. 恭喜大家过新年 13. 千禧世纪大拜年 14. 小拜年 |

### 流行專輯/EP類
| 专辑名称                         | 演唱者         | 發行日期  | 備註                                                      |
| My Love Online                   | 四个女生       | 2001      | VCD，CD                                                   |
| 耍花样                           | 四个女生       | 2003      | VCD+CD，Karaoke VCD                                       |
| 笨金鱼                           | 四个女生       | 2004      | VCD+CD                                                    |
| 爱情密码                         | 四个女生       | 2004-2005 | VCD (专辑《耍花样》和《笨金鱼》精选 MV)                   |
| 尼罗河                           | M-Girls        | 2005      | DVD+CD，VCD+CD (曲目共十首，MV 共四首)                    |
| My Way                           | 四个女生       | 2013      | 同名迷你CD (其 MV 已拍摄完毕，但公司还没公布)             |
| My Way                           | 四个女生       | 2014      | DVD+CD (為四個女生解散前的最後一張專輯)，并且是限量版专辑 |
| Renée                            | 王雪晶         | 2017      | DVD+CD，海报                                              |
| 探索爱 Chapter 1: 亲爱的, 怎么了 | 王雪晶         | 2021      | 网络发表 / 数位单曲                                       |
| 从东京走到纽约                   | 王雪晶，林新添 | 2024      | 网络发表 / 数位单曲                                       |
| 月亮圆来团圆                     | 王雪晶，郑斌彦 | 2024      | 网络发表 / 数位单曲                                       |
| 有你一起 I Got You               | 王雪晶         | 2024      | 网络发表 / 数位单曲，30周年纪念数位单曲                   |

### 賀歲專輯/EP類
| 专辑名称                   | 演唱者                      | 發行日期 | 備註 |
| 开心迎接丰收年             | 四个女生                    | 2001     | VCD，CD，VHS，卡帶                                                                                               |
| 飞跃新年                   | 四个女生                    | 2002     | VCD，CD，卡带 |
| 新年YEAH!                  | 四个女生                    | 2003     | VCD，CD，卡带 |
| 春风催花开                 | 四个女生、四千金            | 2004     | VCD，CD，卡带 (后来推出卡拉版精选集成四个女生《喜庆新年乐》辑)                                                   |
| 开心年                     | 四个女生                    | 2005     | VCD，CD，卡带 (后有与师妹四千金共达成合辑为《开心年》合辑)                                                       |
| 同欢共乐                   | M-Girls、四千金             | 2006     | DVD，VCD，CD，卡帶                                                                                               |
| 世外桃源                   | M-Girls、四千金             | 2007     | DVD，VCD，CD |
| 好日子                     | 八大巨星                    | 2007     | DVD，VCD，CD |
| 福禄寿星拱照               | M-Girls、Kint、Milk、Prince | 2008     | DVD，VCD，CD |
| 桃花开了                   | M-Girls、陈旻炜             | 2009     | DVD，VCD，CD |
| 金玉满堂                   | M-Girls                     | 2010     | DVD，VCD，CD |
| My Astro 天天好天好福气    | My Fm、Astro                | 2011     | DVD+CD+文件夹，DVD，VCD，CD                                                                                      |
| 舞动春天                   | 三大皇牌                    | 2011     | DVD，VCD，CD |
| 四海欢腾                   | 三大皇牌                    | 2012     | DVD+CD筷子配套限量版，DVD，VCD，CD                                                                               |
| 团聚                       | 四个女生                    | 2013     | DVD+CD預購搶先限量版，DVD，VCD，CD                                                                               |
| 真欢喜                     | 四个女生                    | 2014     | DVD+CD預購搶先SWAROVSKI CRYSTAL + 日历 + MG 衣服配套限量版，DVD+CD预购抢先日历 + MG 衣服配套限量版，DVD，VCD，CD |
| 新春佳期                   | 四个女生                    | 2015     | DVD+CD預購限量版，DVD，CD                                                                                        |
| 年来了                     | 四个女生                    | 2016     | DVD+CD預購，DVD，CD                                                                                              |
| 双星报喜 招财进宝          | 王雪晶，庄群施              | 2019     | 网络發表 / 数位单曲，后于2020年收录至庄群施贺岁专辑《春风笑了 新歌 + 精选》DVD+CD                                |
| 金鼓凤鸣迎新岁             | 王雪晶                      | 2020     | DVD+CD |
| 美不胜收                   | 王雪晶                      | 2021     | USB (但这张专辑被王雪晶提及不会在市场上上架也不会推出 DVD+CD 配套)                                               |
| 五谷丰登                   | 王雪晶                      | 2022     | DVD，USB，精美六款红包，精美海报                                                                                 |
| Astro Ü虎加把劲 家家万事兴 | My Fm，Astro                | 2022     | DVD+CD，USB |
| 祝福你                     | 王雪晶                      | 2023     | 网络發表 / 数位单曲 (但这张专辑被王雪晶提及不会在市场上上架也不会推出 DVD+CD 配套)                               |
| Astro 一跃前进旺兔GOLD！   | My Fm，Astro                | 2023     | DVD+CD，USB |
| Astro 开心龙龙Way          | My Fm，Astro                | 2024     | DVD+CD，USB |
| 新年幸福绕 (蛇年新年歌)    | 王雪晶，郑斌彦              | 2025     | 网络發表 / 数位单曲                                                                                              |
| 疯狂新年                   | 王雪晶                      | 2025     | USB (但这张专辑被王雪晶提及不会在市场上上架也不会推出 DVD+CD 配套)，A2 疯狂新年大海报，30周年 Photobook          |
| Astro 喜乐乐 SHARE 丰年    | My Fm，Astro                | 2025     | DVD+CD，USB |

## 電視作品

### 電視劇
| 剧名                                       | 饰演角色 | 上映日期 | 电视台      |
| 童話的天空之神奇火柴                       | 骄骄     | 2000     | VCD         |
| 童话的天空之爱护地球&团结就是力量&吹牛大王 | 雪晶     | 2000     | VCD         |
| 家缘                                       | 黄小云   | 2011     | Astro欢喜台 |
| 欢喜欢喜就好                               | 女骗子   | 2012     | Astro欢喜台 |
| 明星真人秀2                                | 經理     | 2025     | 八度空間    |

### 電影
| 剧名           | 饰演角色   | 上映日期                 | 电视台                |
| 小島物語       | 客串角色   | 2001                     | 马来西亚广播电视(TV2) |
| 乌龙档案       | 客串角色   | 2003                     | 马来西亚广播电视(TV2) |
| 恭喜发财 婆婆  | Yvonne     | 2006                     | 马来西亚广播电视(TV2) |
| 新的开始       | 客串角色   | 2006                     | ntv7                  |
| 相亲相爱庆虎年 | 燕妮(谐音) | 2010                     | 马来西亚广播电视(TV2) |
| 欢喜过好年     | 眼镜妹     | 2011                     | Astro欢喜台           |
| 滋味人生       | 医生       | 2012                     | ntv7/八度空间         |
| 最烂学生2      | 阿包       | 2014                     | YouTube               |
| 灵毒           |            | 2015                     |                       |
| 小胖天使猫     | 魔女刀     | 2015（上集），下集未上映 | DVD                   |
| 卫斯理传奇2    |            | 2017                     |                       |
| 阳光列车2      |            | 2018                     |                       |
| 1加1等于3      |            | 2019                     |                       |
| 富贵平安3      |            | 2021                     |                       |

註明: 由於雪晶之前已拍多數戲劇或電影，以上資料可能不完整，若有任何不便，敬請原諒。

### 娛樂節目

#### 主持
| 节目                                   | 合作演员               | 上映日期 | 电视台                |
| 名人约我                               | 阿妮、钟晓玉           | 2006     | 马来西亚广播电视(TV2) |
| 三客福气迎潮虎                         | 庄群施、阿妮           | 2010     | ntv7                  |
| 阳光列车之《健康心体验》和《小孩有礼》 | 郑伟康、符涵芊、許佳麟 | 2011     | Astro小太阳           |
| 龙飞蛇舞庆团圆                         | 刘勇男、庄群施、薇薇   | 2012     | Astro TVI             |
| 这个龙年有意思                         | -                      | 2012     | 马来西亚广播电视(TV2) |

#### 嘉宾
- 2012年《Aunti Sui 庆团圆》
- 2012年《龙门客栈》
- 2012年《大人来了》
- Astro本地圈嘉年华
- 2013年《水舞全城》
- 2014年《游马玩乐》
- 2019年《Durian,Kaya,Teh Tarik 2》
- 2022年《Astro经典名曲歌唱大赛2022》
- 2023年《就是爱欢喜》
- 2024年《脚踏食地之新春游他乡》
- 2024年《Astro经典群星新春同乐会》
- 2024年《Astro經典名曲歌唱大賽2024》

## 广告/代言
- I-WATCH手錶代言人
- WACOAL POP TEENS CLUB代言人
- VISS女裝鞋代言人
- 劍俠情緣 代言人
- CENOSIS瘦身見證人
- 新天龙八部群雄版代言人